# At San Quentin
At San Quentin är ett livealbum av Johnny Cash, utgivet 1969. Det spelades in under en konsert på fängelset San Quentin i februari samma år.
Liksom föregångaren At Folsom Prison från 1968 blev albumet en succé med en förstaplats på Billboards albumlista. Låten "A Boy Named Sue" blev en hit och gavs ut på singel tillsammans med titelspåret "San Quentin". En nyutgåva med nio tidigare outgivna låtar släpptes 2000.

## Låtlista

### Originalversion
1. "Wreck of the Old '97" (Norman Blake/Johnny Cash/Bob Johnson) - 3:24
2. "I Walk the Line" (Johnny Cash) - 3:13
3. "Darlin' Companion" (John Sebastian) - 6:10
4. "Starkville City Jail" (Johnny Cash) - 2:01
5. "San Quentin" (Johnny Cash) - 4:08
6. "San Quentin" (Johnny Cash) - 3:09
7. "Wanted Man" (Bob Dylan) - 4:02
8. "A Boy Named Sue" (Shel Silverstein) - 3:53
9. "Peace in the Valley" (Thomas A. Dorsey) - 2:37

### 2000 års nyutgåva
1. "Big River" (Johnny Cash) - 1:56
2. "I Still Miss Someone" (Johnny Cash/Roy Cash) - 1:52
3. "Wreck of the Old 97" (Norman Blake/Johnny Cash/Bob Johnson) - 2:05
4. "I Walk the Line" (Johnny Cash) - 3:29
5. "Darlin' Companion" (John Sebastian) - 3:21
6. "I Don't Know Where I'm Bound" (T. Cuttie) - 2:24
7. "Starkville City Jail" (Johnny Cash) - 6:15
8. "San Quentin" (Johnny Cash) - 4:07
9. "San Quentin" (Johnny Cash) - 3:13
10. "Wanted Man" (Bob Dylan) - 3:24
11. "A Boy Named Sue" (Shel Silverstein) - 3:59
12. "(There'll Be) Peace in the Valley" (Thomas A. Dorsey) - 2:30
13. "Folsom Prison Blues" (Johnny Cash) - 4:24
14. "Ring of Fire" (June Carter Cash/Merle Kilgore) - 2:07
15. "He Turned the Water Into Wine" (Johnny Cash) - 4:01
16. "Daddy Sang Bass" (Carl Perkins) - 2:43
17. "The Old Account Was Settled Long Ago" (L. R. Dalton) - 2:16
18. "Closing Medley: Folsom Prison Blues/I Walk the Line/Ring of Fire/The Rebel-Johnny Yuma" (Johnny Cash/June Carter Cash/Andrew Fenady/Merle Kilgore/Richard Markowitz) - 5:08

## Listplaceringar
| Lista (1969-1970) | Position            |
| ----------------- | ------------------- |
| Danmark           | 1                   |
| Kanada            | 1 (RPM)             |
| Norge             | 6 (VG-lista)        |
| Storbritannien    | 2 (UK Albums Chart) |
| Sverige           | 4* (Kvällstoppen)   |
| USA               | 1 (Billboard 200)   |